# Melons d'Asie centrale
Les Melons d'Asie centrale sont un ensemble de cultivars appartenant principalement groupe inodorus, sucrés à maturité, très divers, qui sont traditionnellement cultivés, consommés frais ou séchés et exportés depuis une région qui couvre le Kazakhstan, le Tadjikistan, le Turkménistan, l'Ouzbékistan, le Khorasan, le Kirghizstan et partie de l’Afghanistan.
Ce sont les melons (Cucumis melo) les plus doux; ils mûrissent tardivement, ne se détachent pas de la plante et ont une durée de conservation qui va jusqu'à quelques mois ce qui permet de les transporter à température ambiante le long des routes caravanières.

## Histoire
L'Asie centrale et sa bordure méridionale est une zone secondaire de domestication du melon selon N.I. Vavilov (1926) dans une vaste étendue qui va de la Turquie, la Syrie, l'Iran, l'Afganistan, l'Inde (la génomique a montré que les cultivars indiens et chinois constituent des populations séparées, Pitrat en a fait le groupe indicus), le Turkmenistan, le Tadjikistan et l'Ouzbékistan. Il y croit une forme sauvage Cucumis melo subsp. agrestis (Naudin) Pangalo en français le melon des champs.
Aujourd'hui le sud-ouest et le centre Asie (de la Turquie à l'Inde) sont considérés centre primaire de la diversité des melons, la Chine, la Corée, la péninsule ibérique des centres secondaires.
L'Asie Centrale est un réservoir important de diversité génétique du melon. Le groupe inodorus aurait pour origine l'Anatolie et le Moyen-Orient  est adaptés au climat continental. Les routes commerciales auraient stimulé l'obtention et la culture de melons de haute qualité culinaire, phytochimique et médicinales, aptes au commerce lointain comme fruits frais ou séchés. Michel Pitrat (2016) a scindé le groupe Inodorus en trois: Casaba (ou cassaba), Inodorus et Ibericus qui sont les melons de la péninsule ibérique.

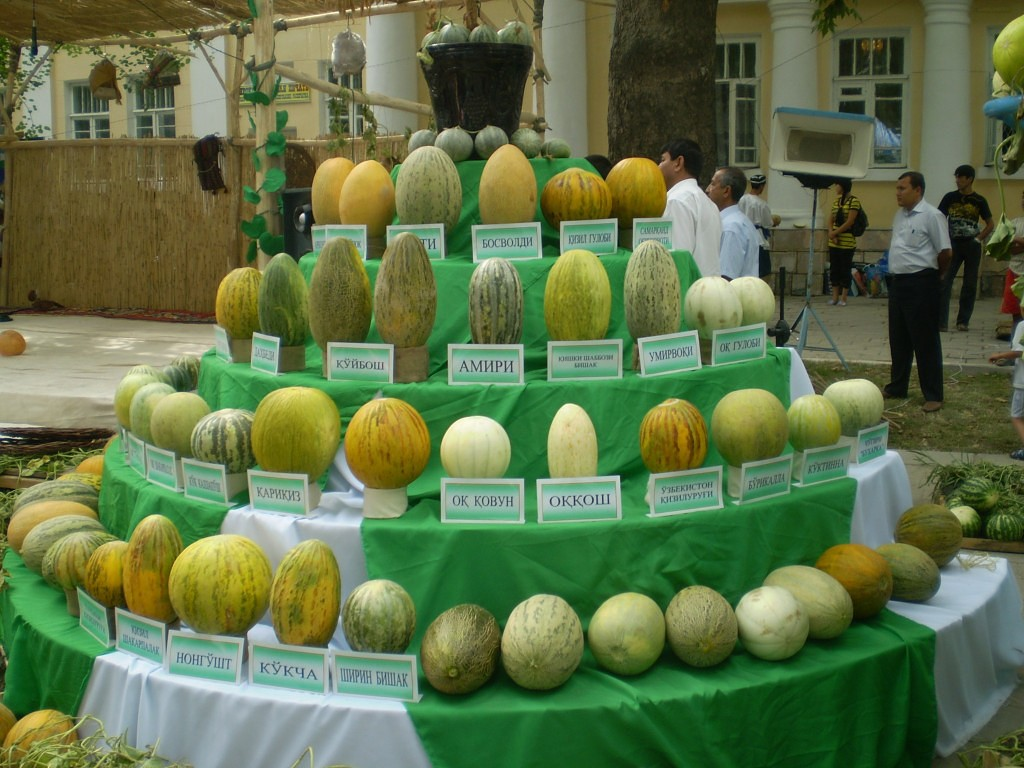
Cultivars de melon à Samarkande

L'archéologie a mis au jour des graines de cultigène de melon sur le site de Toprak-kala (Ier au IVe siècle), dès cette époque les melons auraient été exportés vers la Chine, l’Iran et l’Inde. Ak-Saolibii et Ibn Battûta décrivent Les melons du Khorezm.
Un manuscrit arabe Leiden Un. Or. MS. 289 de Al-Husayn ibn Ibrahim al-Natili à Samarcande (daté de 1082) montre une image de qawoun à feuilles de melon avec des gros fruits verts ronds. En ouzbèque le melon se dit qovun et en turkmène qawun. Ces melons ont été introduits en Al-Andalus au moyen âge.

## Description
Le groupe des melons inodorus se cultive avec des températures de 22 à 28 °C 72 à 82 °F, au soleil, sur des sols drainants fertiles et avec des protections contre les vents de sable. Il existe des melons de toutes tailles. Le 'Rosée de miel' (anglais honeydew ) sont mangés rafraichis en salade. Le melon immature est cuisiné ou confit au vinaigre. Les graines de melon séchés, rôties sont consommées. 

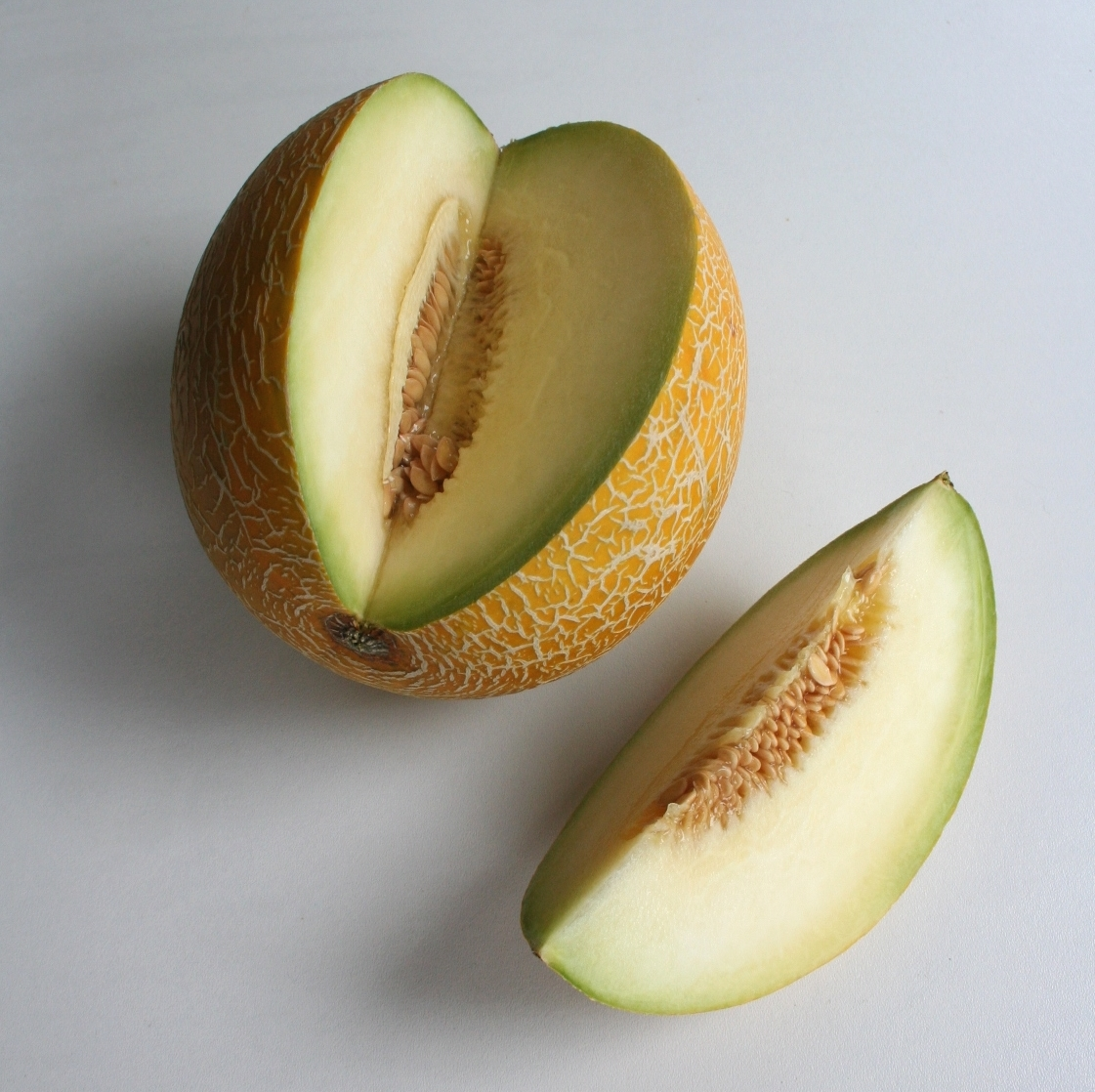
'Rosée de miel' à pulpe blanche et verte

T. K. Lim (2012) décrit des propriétés antioxydantes avec une concentration maximale de minéraux (calcium, fer, manganèse, magnésium) du côté de la peau. L'activité des superoxydes dismutases est forte chez les cultivars cassaba (9 fois plus forte que celle d'un cantaloup) d'où son utilisation en cosmétique pour éliminer les imperfections et à éclaircir le visage. Avicenne lui reconnait d'autres propriétés (la peau, la pulpe, le melon bouilli) pour nettoyer les voies urinaires, les petits calculs rénaux, la constipation, l'anémie, les maladies du foie et des reins. 
Les inodorus accumulent la naringénine chalcone qui est un flavonoïde comme pigment de l'écorce de fruit. 

## Les cultivars par pays

### Ouzbèkistan
L'Ouzbékistan est la plus grande zone de culture du melon en Asie centrale (35 000 à 40 000 ha et 450 000 à 500 000 de fruits), 160 variétés sont rapportées avec des maturités, des gouts et des durées de conservation différents, 36 variétés y sont commercialisées (2005). Les régions de production sont Tachkent, Samarkand, Boukhara, Khorezm (rives de l'Amou-Daria), Fergana et les zones méridionales.
Les plus largement diffusés sont Чиллаки (Chillaki) brodé à peau fine et pulpe crème oranger, Кукча (Koukcha) vert long peu sucré, Кук дуппи (Kuk duppi) vert rond quasi sans gout, Кизил ковун (Kizil kovun) long avec une belle pulpe oranger, Оби новвот (Obi novvot) rond jaune à pulpe juteuse et bien sucrée, Жура канд (Zhura kand) vert ovale à pulpe croquante sucrée et 

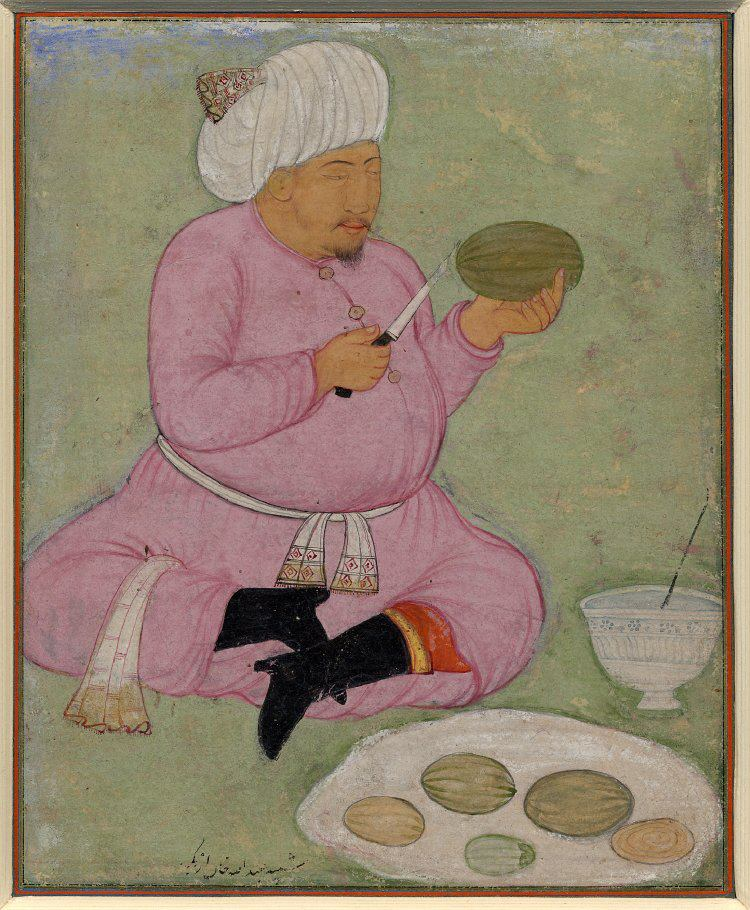
Abdullah Khan Ouzbek II coupe un melon avec devant lui divers cultivars. Boukhara (1590).

'Mirzachul' (Mirza Cho'l) Мирзачульская дыня (Mirzachul'skaya dynya) melon long largement diffusé sur toute la zone 
- sous espèce 'Metrovka' (Оригинал Дыня Метровка) : Fruit ovale jaune oranger légèrement maillée, jusqu'à 4 kg avec la pulpe claire délicate sucrée[18]. Il en existe des versions à fruits géants jusqu'à un mètre de longueur.
- 'Mirza Cho'l' : fruit jaune ou vert tacheté allongé longueur 30 à 60 cm  jusqu'à 11 kg, pulpe oranger à arôme floral et notes épicées musquées gout de miel. Sucré[19]. Originairement cultivés dans les zones désertiques du Syr-Daria et de Djizak, puis au Kazakhstan d'où il est exporté[20] vers l'Allemagne[21]. Obinavat et Mirza ont été cultivés avec succès en Californie[22].

Les variétés de melon ouzbèques sont classées comme suit par R. Mavlyanova et al. (IPGRI):

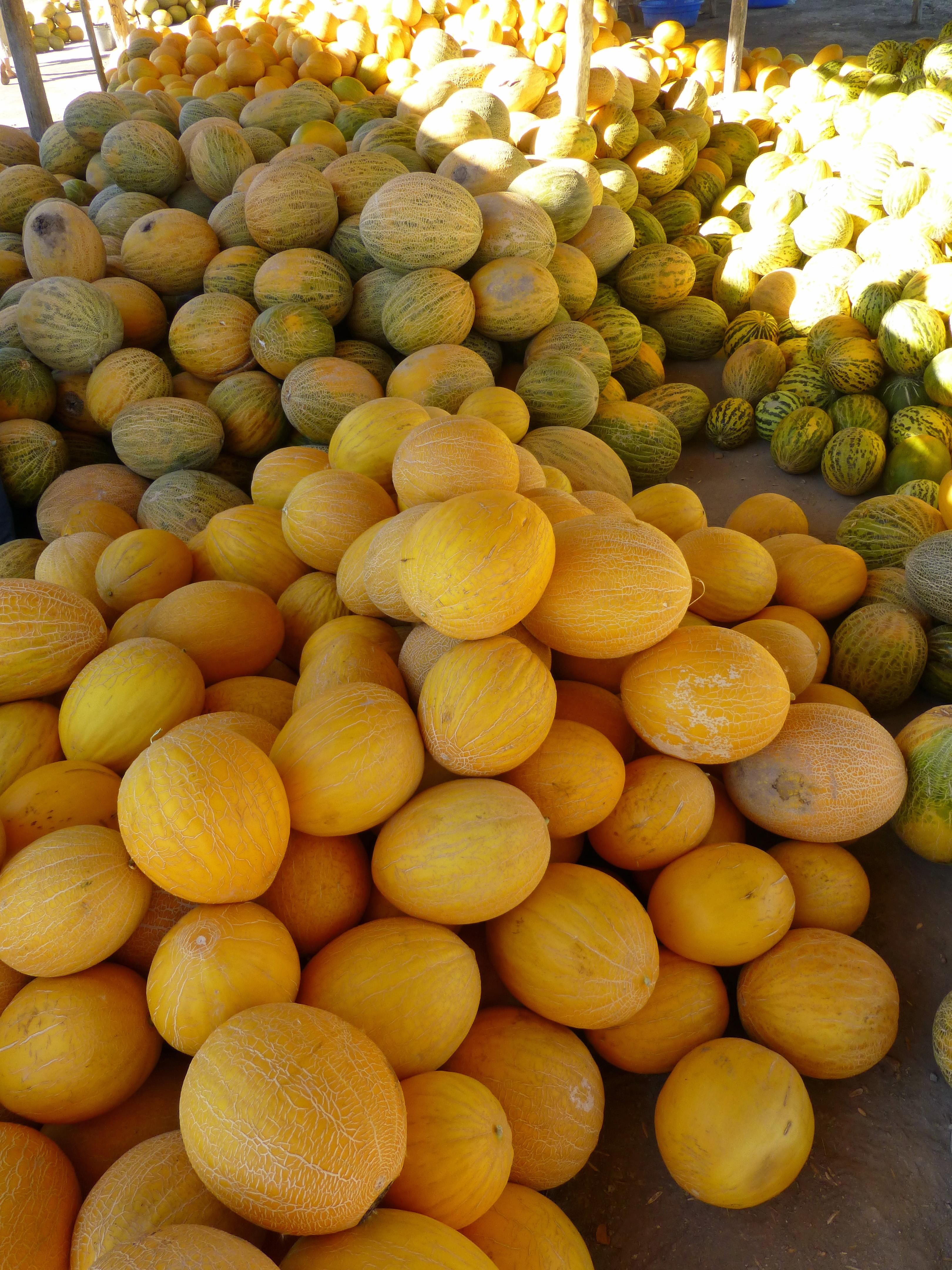
Gros melons jaunes type 'Baytikurgon' à peau solide qui permet de les entasser

#### Groupe Khandalak
Les Khandalaks (Cucumis melo ssp. rigidus (Pang.) Fil. var. chandalak) sont des melons .
- petits melons ronds précoces à courte période végétative (55 à 70 jours) faiblement productifs: 'Makhalliy sarik khandalak'   jaune 0,8 à 2 kg. Pulpe douce  6,1 à 7,8 °brix. Résistant à la sécheresse, peu adapté au transport et à la conservation. 'Samarkand sarik khandalak' jaune avec des segments marqués par un ligne verte, pulpe verdâtre aromatique. Cycle court (60 jours).. 'Zargaldog khandalak' peu sucré, brodé, pulpe orange. 'Khandalak Zamcha' (Cucumis melo ssp. rigidus (Pang.) Fil. var. chandalak), vert à pulpe verte, Karakalpakstan et Khorezm proche de 'Kok zamcha' à pulpe orange et plus sucré et de 'Ok kallya-posh' vert pale pulpe verte pale cultivé aussi à Samarcande. 'Makhalliy Samarkand obinovvoti' plus gros et mi saison. 'Makhalliy buri-kallya' largement cultivé jusqu'au Navoiy.
- melons ovales de mi saison 80 à 90 jours avant maturité : 'Makhalliy dagbedi' vert pulpe verte riche en matière sèche, à sécher. 'Ok bosvoldi'  3 à 4 kg, 85 à 90 jours. 'Zarmiton' jaune à pulpe blanche mauvaise conservation. 'Makhalliy' de 3,5 à 5 kg, Andijan et Namangan, proche de 'Assati', 'Toshkent Assatisi' .
- autres cultivars cités: ‘Ok khandalyak’, ‘Joyltiy khandalyak’, ‘Kora kash’, ‘Kora kashka’, ‘Khandalak joyltiy mestniy’, ‘Pechak khandalyak’, ‘Tur khandalyak’, ‘Khandalak krupnoplodnaya’, ‘Khandalak-beshak’, ‘Khandalak kokcha 14’, ‘Chiligi khandalyak’, ‘Chiligi kovun’.

#### Groupe Bukharika
Melons ovales de 3 à 5 kg: 'Makhalliy' jaune taches oranger 72 à 82 jours cultivé autour de Tashkent, 'Zarchopon F1' (obtention locale) 15 % de matière sèche et bien sucré (11,2 °brix), se transporte bien.

#### Groupe Cassaba
Melons ronds verts à pulpe blanche verdâtre: 'Dutma' (Cucumis melo ssp. orientale Sageret var. casaba) 4,5 à 6 kg. Peau profondément ridée, maturité en 85 à 95 jours. 'Makhalliy' plus petit, sucré (10,5 °brix), 'Alleke' de mi saison 75 à 100 jours.

#### Groupe Gurvak (гурбек)

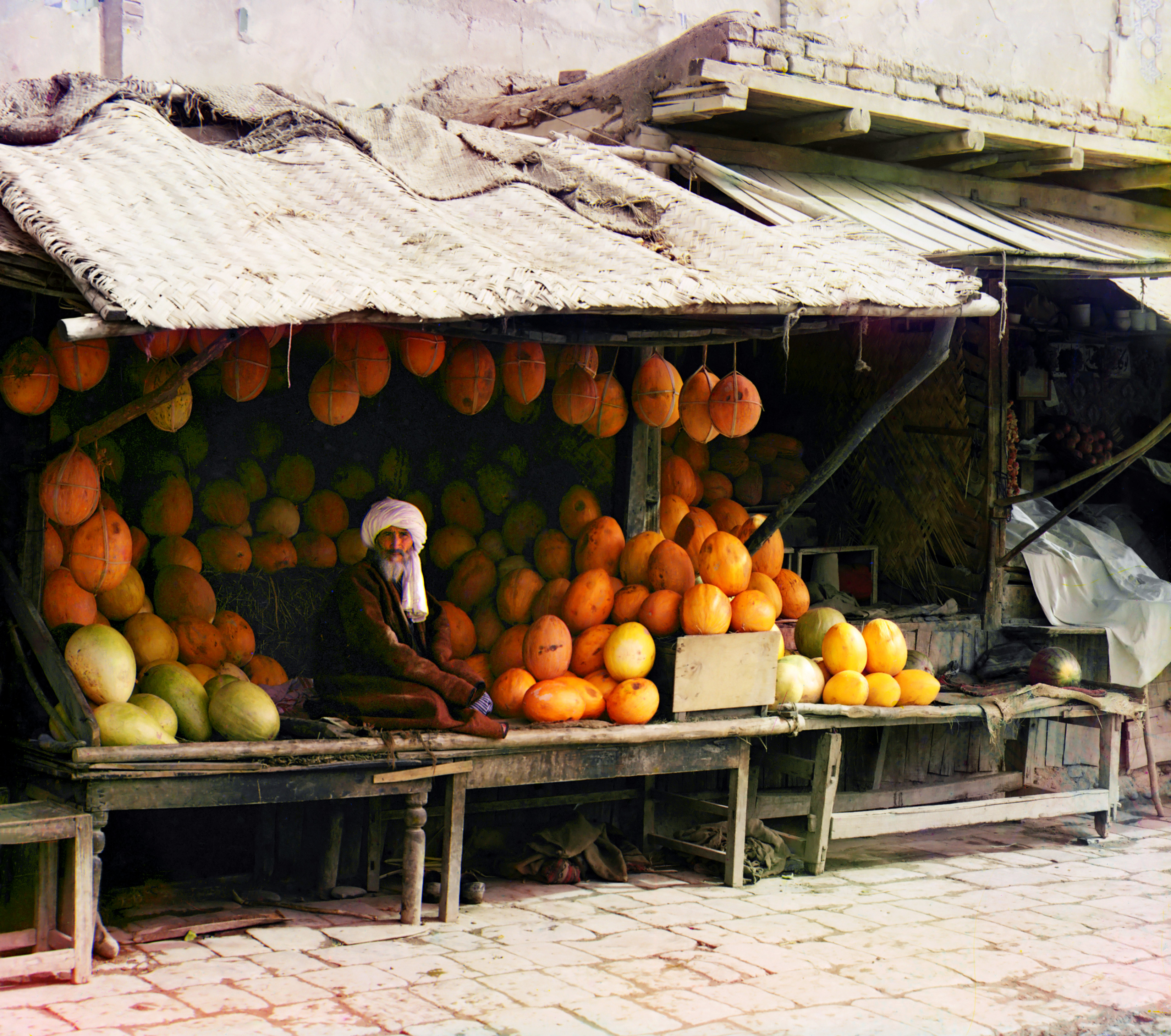
sur le marché de Samarcande (1915)

Région du Khorezm, près des rives de la rivière Amou-Darias'étend dans le nord du Turkménistan. Ces melons sphériques ou légèrement ovale de mi-saison avec une période végétative de 75 à 105 jours. La pulpe est blanche ou jaune clair avec un degré de sucre entre 7,4 à 10,4 °brix à maturité. Conservation moyenne, usage local.
'Ak gurvak = Oq gurvak' (Khorezm et Karakalpakstan). Fruits de 5 à 6 kg. Teneur en matière séche 9 à 10 %, sucre 10,4 à 16 °brix. cycle végétatif 90 à 100 jours. Apte au séchage. 'Ko’k gurvak' proche du précédent, fruit à peau verte. 'Ala gurvak = Ola-gurvak ', 'Bosvoldi', 'Kara bosvoldi', 'Ak bosvoldi' sont des noms qui désignent des variétés aux traits morphologiques similaires.  
Variétés d'été à peau molle. 'Bosvoldi', 'Gyuk-gurvak', 'Kora-Gurvak', 'Alleke' (Cucumis melo ssp. orientale Sagaret. var. gurvak Fil.), 

#### Groupe Amiri
La forme est ovale allongée à cylindrique oblongue avec des extrémités obtuses, en ballon du rugby, localement appelés "torpille" en russe Дыня Торпед (Dynya Torped), le gout est agréablement de doux à très sucré.
'Rokhat' (Cucumis melo ssp. rigidus (Pang.) Fil. var. ameri) 2 à 3 kg. de couleur jaune clair décoré de rubans orange verdâtre, pulpe blanc rosé. 'Toshloqi' à peau verte bien sucré. 'Lazzatli' long, jaune avec bandes tachetées vert obscur, 4 à 6 kg avec 15 à 18 % de matière sèche (bon pour le séchage)  cette obtention est résistante au mildiou. 'Kamol kal' semblable au précédant mais plus court et ovale. 'Suyunchi 2' lui aussi résistant au mildiou, belle peau orangée tachetée de vert, pulpe orangée à 14 % de matière sèche. 82 à 89 jours, résiste au transport. 'Ok urug 1157', 'Makhalliy amiri' peau claire avec lignes de taches foncées. 'Amiri' peau verte à taches claires pulpe verte à verdâtre assez peu épaisse au centre 16 % de matière sèche et bien sucrée 12 °brix. 'Khitoyi amiri' 'Kok tinni 1087' proches du précédent, ce dernier est légèrement verruqueux. 'Ok sut' jaune à décor vert, belle pulpe blanche.

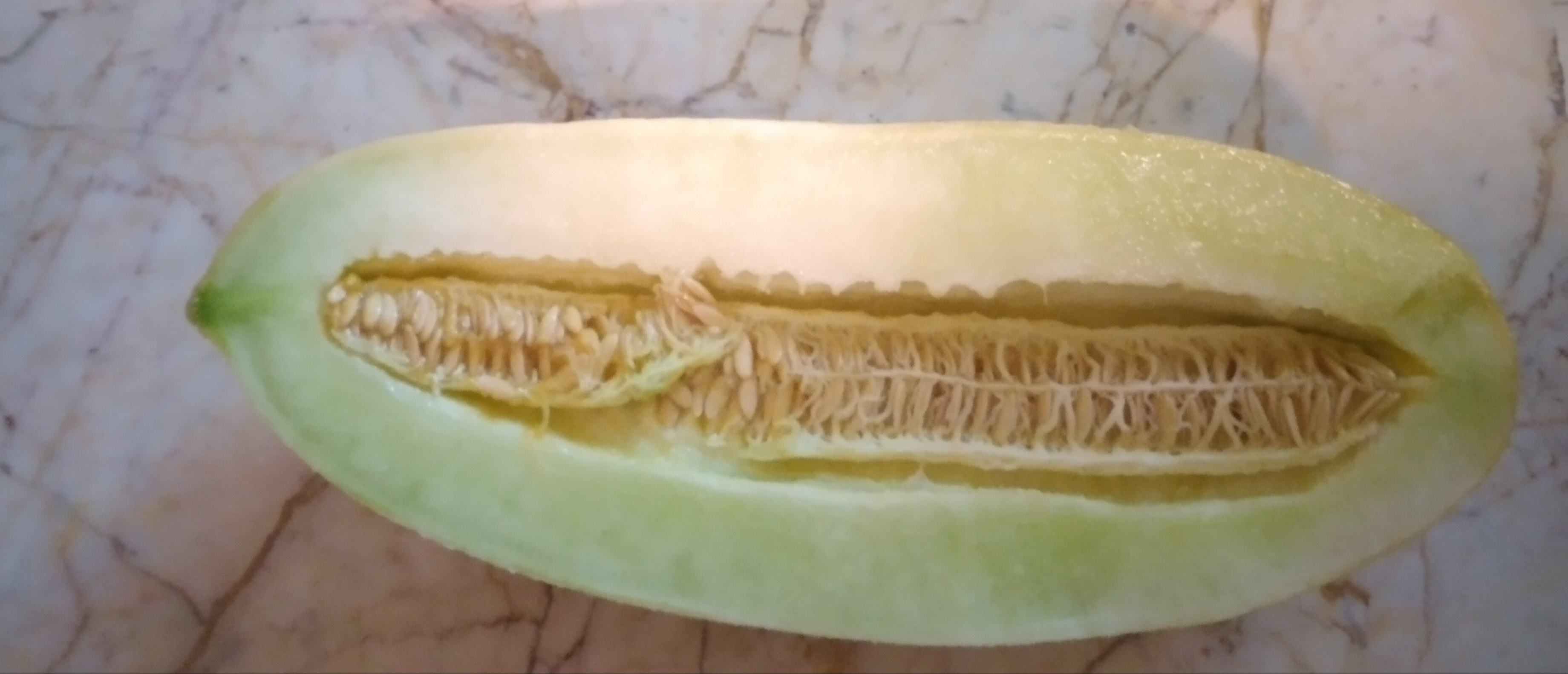
Les placentas sont secs et occupent la moitié de la cavité des graines.

'Makhalliy', 'Makhalliy shirin pochok', 'Makhalliy ovoïde', est une série de melons cylindriques oblongs voire très longs ('Makhalliy shirin pochok') de mi-saison. 'Zarkokil', 'Sarik pochok', 'Olacha' sont plus trapus. 'Ok par' 'Oltin vodiy' sont notables pour leur peau dure qui leur donne une bonne résistance dans les transports et un bonne conservation, à l'inverse de 'Non gusht' à peau molle.

#### Melons du Zard
On trouve dans cette catégorie des cultivars de 'Makhalliy'. et de nombreux ovoïdes dont certains très gros par exemple 'Ok kosh' (jusqu'à 12 kg). Le Khorezm produit les melons d'hiver Ala-Khamma, Almurty Gulyabi et des cultivars locaux d'été Ak-Novvat Khorezm, Torlam et Gokcha.
- 'Shakar-palak' fruit cylindrique aux extrémités arrondies, pesant 3 à 4 kg, oranger-rouge tacheté. Pulpe rosée, juteuse, sucrée (9 à 10 °brix), avec une odeur de vanille[26].

### Turkménistan
Le Turkménistan a une tradition de production de melon qui y sont aussi séchés (Gavun kak) et transformés (confitures, jus, sirops). La fondation Slow Food inclus dans l'Arche du goût le cultivar 'baharman' (= 'vaharman') séché ce melon a avec 'Torlı payendeke' séché la meilleure note des panels d'appréciateurs.
400 variétés de melon y auraient été recensées provenant de sélections locales ou des pays voisins on donne 323 cultivars turkmènes nommés. Une fête nationale, la Journée du melon (Gawun bayramy) - jour férié officiel - est célébrée le deuxième dimanche d'août depuis 1994.

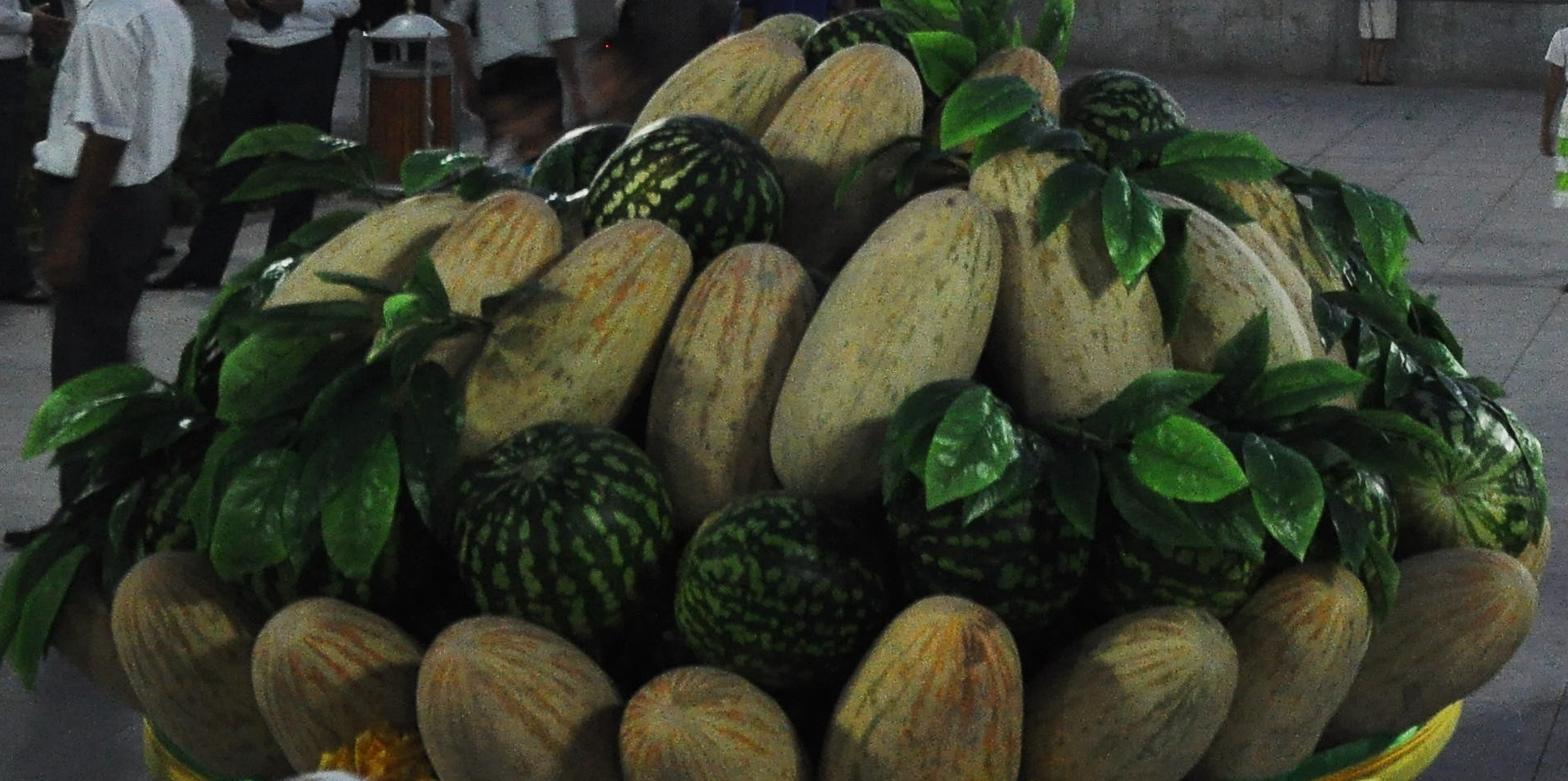
Le Jour du melon et de la pastèque à Ashgabat

Les régions de production intensive sont le delta de l'Amou-daria, Murghab, Tejen et le bassin irrigué de Karakum. Les variétés locales dites anciennes citées sont : 'Ak Gulyabi 803, Ameri 696, Vakharman 499, Gok Gulyabi 694', 'Sary Gulyabi 497', 'Zaami 672', 'Karry Gyz 700', 'Kyzyl Gulyabi 498', 'Kyrk-gunluk' est très hâtif (maturité mai). Les 'gulyabi' sont avec les 'Vaharman', 'Gurbek', 'Azgyn', 'Garpyz gavun', 'Shekerpalak' et 'Gara Gotur' et le 'garrygyz' communs et recherchés.
Le type 'Myhmansovar' donne des fruits énormes (20 à 25 kg).

### Kirghizistan
Une collecte de 35 specimens (2022) dans les régions d'Osh, Celal Abad, Batken et Bishkek a permis d'établir une forte diversité parmi les cultivars locaux et un classement en 3 clusters principaux dont un groupe dominant typiquement kirghiz, les autres groupes comportant des melons turcs.

### Tadjikistan
Le Tadjikistan est grand amateur de melon, il s'est signalé en construisant une immense maison de thé de 43 m de haut (capacité 2 000 personnes) en forme de melon (2015). Début septembre on célèbre la fête du raisin, des citrouilles et des melons (Сайри харбуза, иди харбуза (Sayri Kharbuza, va Kharbuza)) dans les provinces de Sughd,et de Khatlon. La région de Khatlon est le principal centre de production, 80 % de la production totale de 600 000 t.
La FAO (2008) ne relevait que 5 cultivars locaux.

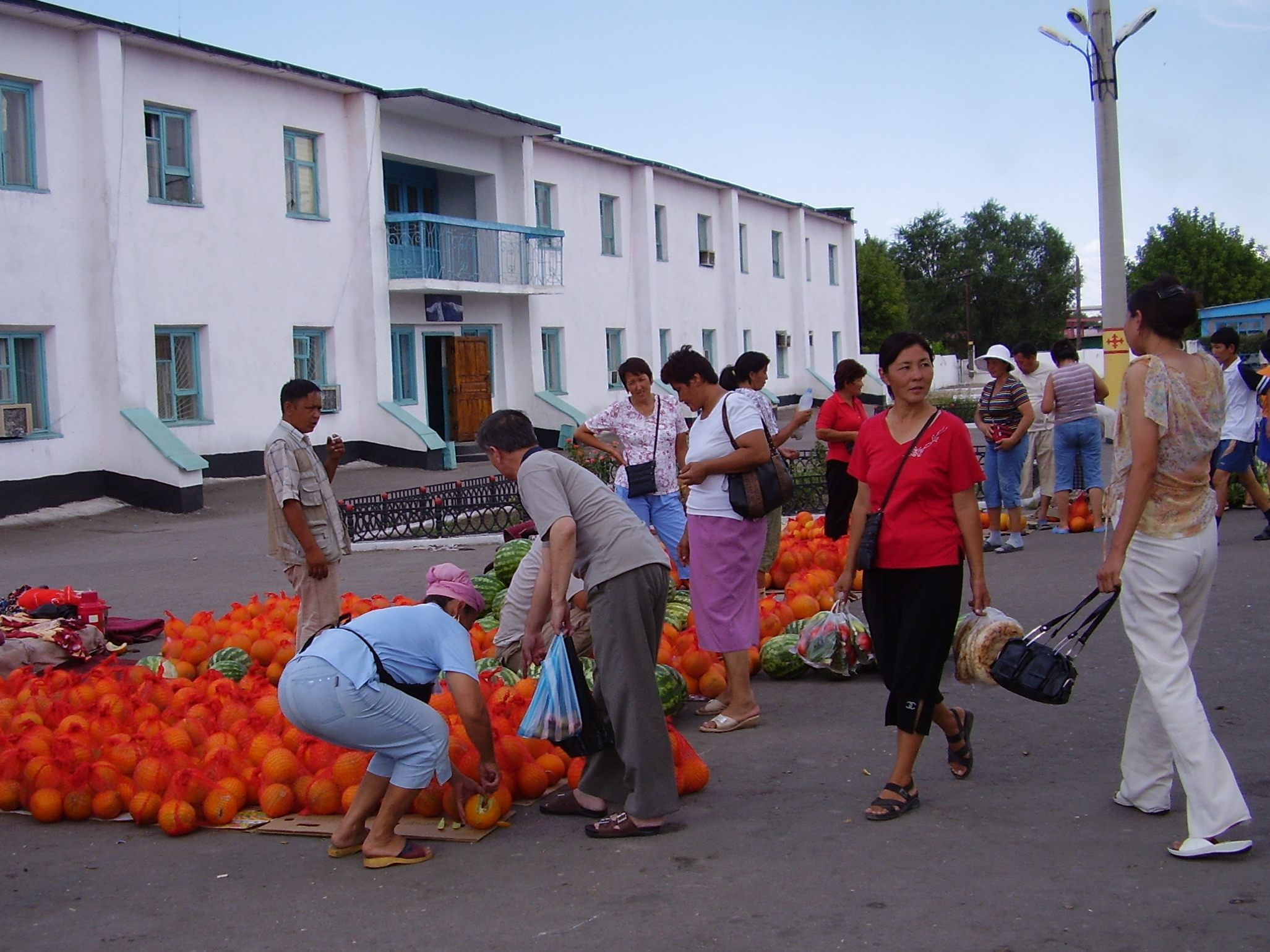
vente de melon à la gare de Shu, Kazakhstan

### Kazakhstan

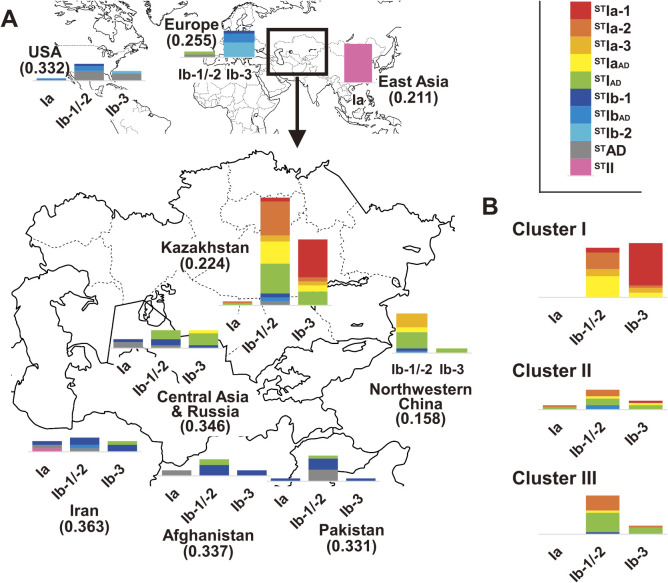
Répartition géographique des types de cytoplasmes des melons kazakhs (Katsunori Tanaka et al. 2024)

M Pitrat (2016) distingue 19 groupes phénotypiques horticoles (Agrestis, Kachri, Chito, Tibish, Acidulus, Momordica, Conomon, Makuwa, Chinensis, Flexuosus, Chate, Dudaim, Chandalak, Indicus, Ameri, Cassaba, Ibericus, Inodorus et Cantalupensis) auxquels il faut y ajouter beaucoup de variétés locales originales résultat d'inter fécondation dont 'Zard' et 'Zurbek'. La principale zone de production est le sud, sur le réseau hydraulique du Syr Darya. La préférence locale va aux melons sucrés.

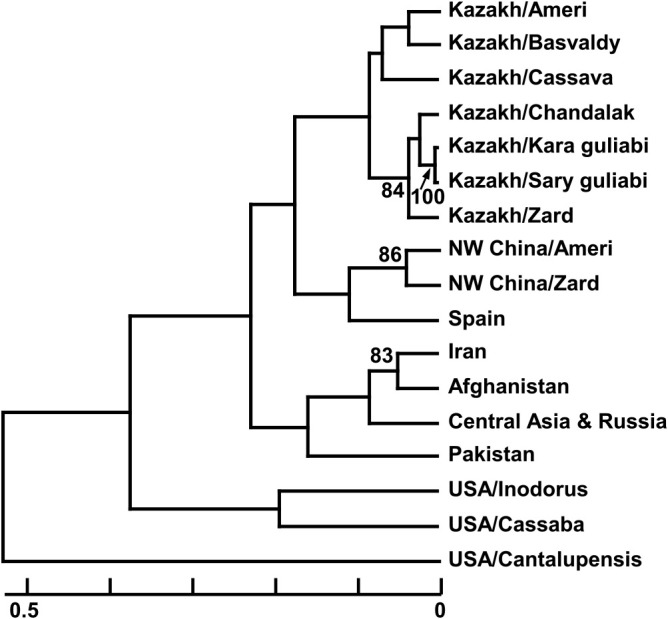
Groupes génétiques de melons déduits des distances génétiques (Katsunori Tanaka et al. 2024)

Katsunori Tanaka et al. (2023) écrivent «les melons kazakhs constituaient des groupes génétiques uniques en Asie centrale»; ils ont proposé une arborescence sur la base de 202 accessions (ST I avec 5 sous-groupes et 159 accessions, ST II avec 3 sous-groupes 22 accessions, le groupe mixte ST AD 21 accessions proche des melons du Turkménistan, d'Ouzbékistan et du Tadjikistan.
En Russie et dans le nord-ouest de la Chine les melons kazakhs sont considérés comme un groupe génétique indispensable pour le développement de nouveaux cultivars de melon.

### Russie
Le 'melon de l'Altaï' (Дыня Алтайская (Dynya Altayskaya)) est adapté au climat sibérien du sud, bonne résistante l'humidité, tolérance au gel (semis fin avril), cycle végétatif court (65 à 75 jours). Le fruit est ovale jaune à pulpe claire très sucrée.

### Azerbaïdjan

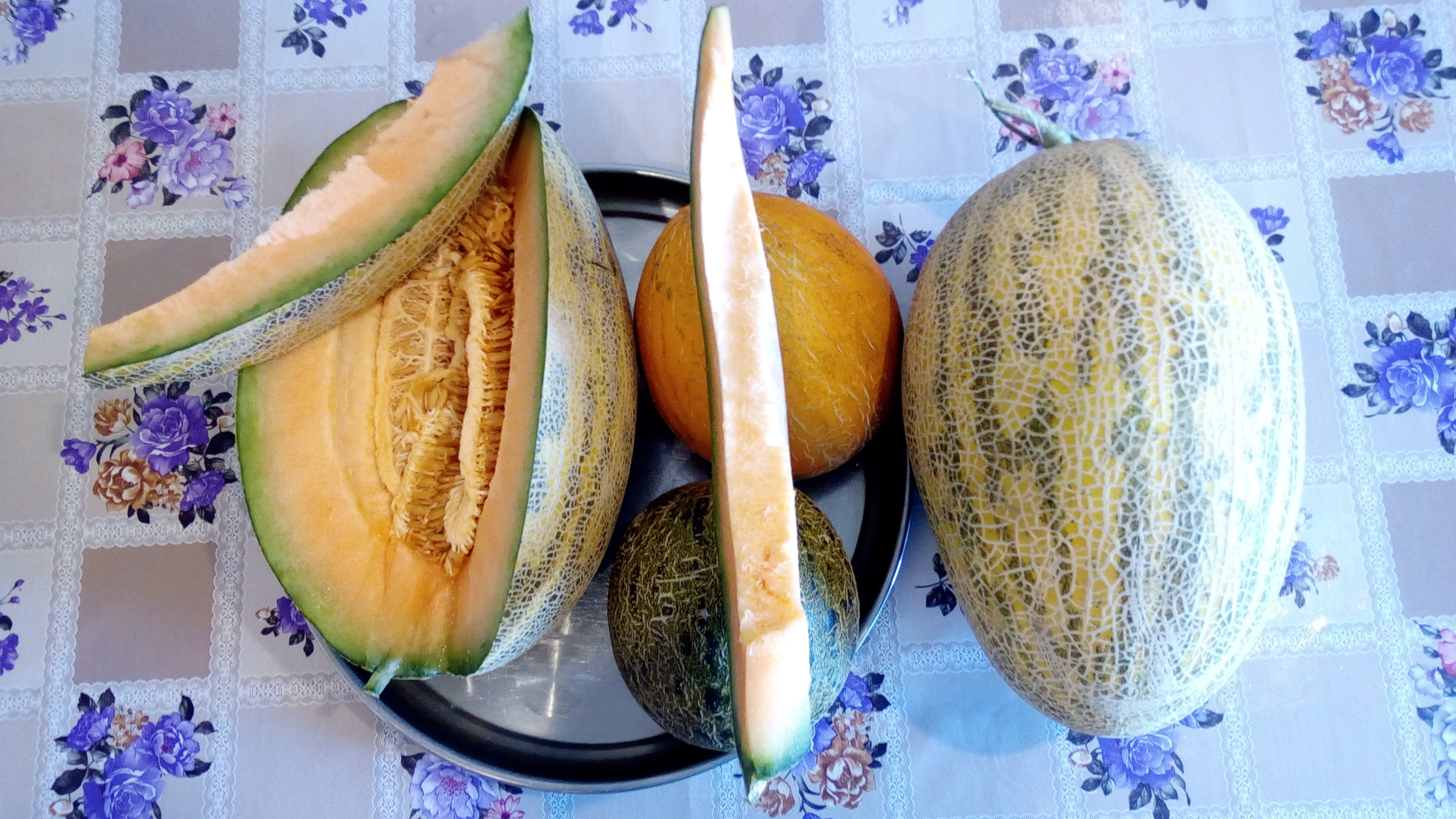
Cərco yemişi d'Azerbaïjan

La superficie plantée en melon qui a fortement décru est de l'ordre de 20 000 ha. 'Cərco yemişi' (ЪЯРЪО ЙЕМИШИ (Yaro Yemisi)) est un gros melon local (8 kg) tardif à cycle de culture est très long 135 à 140 jours.

## Séchage

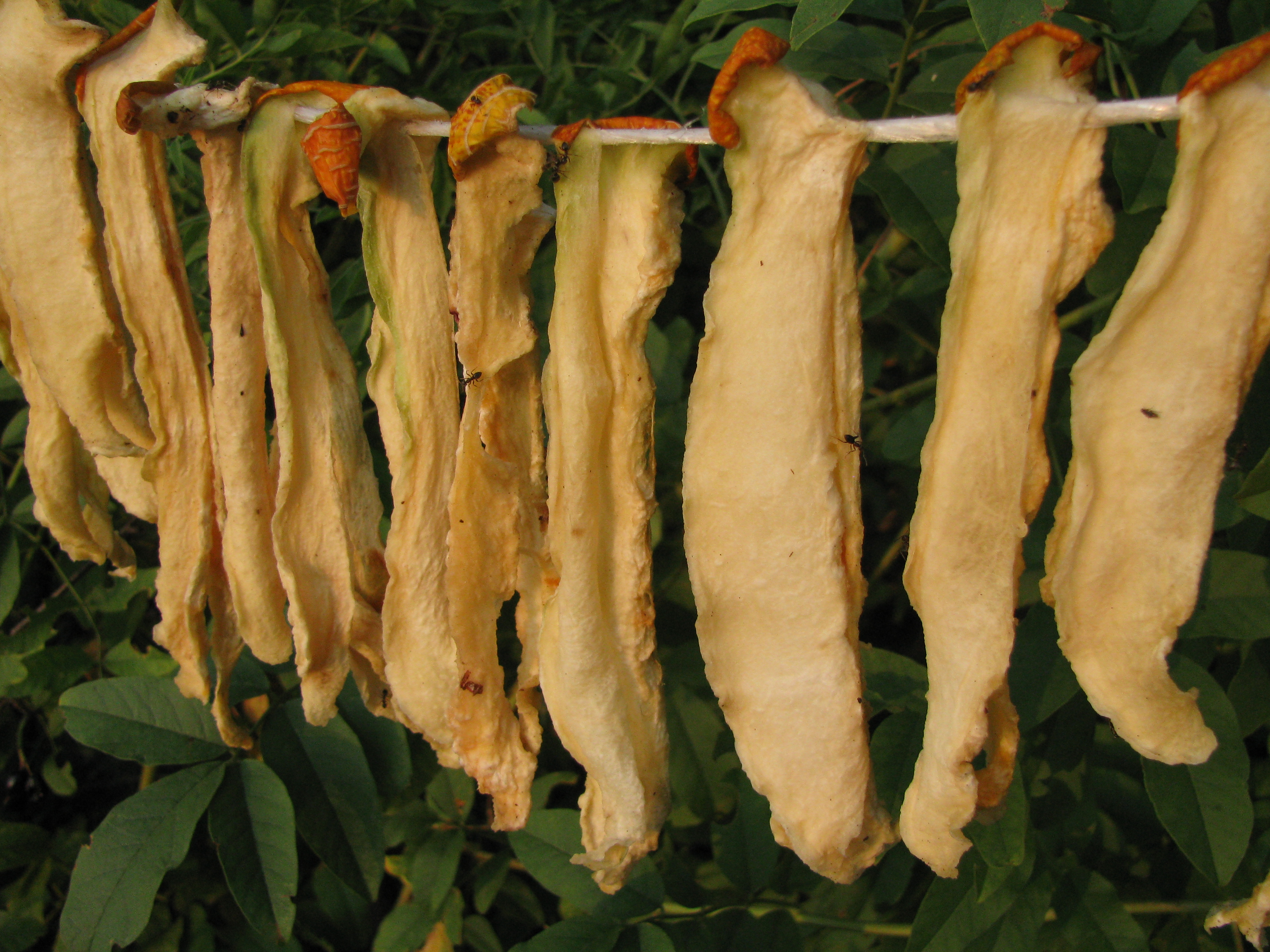
séchage du melon

En Ouzbékistan, les tranches de melon - Qovunqoqi, Qurritilgan qovun - à pulpe dense (Les 'kizilurug', 'Aq urug', 'Kokcha', 'Gulobi', etc.) de 3 à 4 cm d'épaisseur débarrassées des graines et de la peau sont séchées au soleil dans un endroit bien aéré. Qovunqoqi vient de qovun melon et qoqi du vieil ouzbèque qaq sec et désigne les nattes sèches de viande ou de melon. koqi (persan, tadjique) séché se dit pour les fruits et les légumes séchés.
Les tranches des cultivars à peau molle ('Bosvoldi', 'Tashloqi', 'Gurvak', etc.) sont étendues sur de la paille pendant 3 jours puis suspendues comme précédemment. Les variétés demi-douces conservent 4,5 à 5,5 % d'humidité, les très sucrées 7,5 à 10 % en moyenne. Comme pour les autres fruits secs le séchage peut être arrêté à un stade encore souple.  Le séchage dure 6 à 12 jours. A grande échelle les melons sont séchés en armoires de séchage.
Le melon sec est une spécialité de Mirzachol. Le melon séché est conservé dans un sac en tissu, il accompagne le thé. 

## Anthologie
- Avicenne, Abd al-Razzāk ibn Muḥammad Jazāʾirī. Traduction Lucien Leclerc. Kachef er-roumoûz (révélation des énigmes). Paris, Baillères. 1874[49].

« Bitthikh asfar
Avant sa maturité il ressemble au concombre: il tient le milieu entre le chaud et le froid, inclinant cependant au froid. A sa maturité le melon jaune est chaud et humide, avec prédominance de chaleur et un surcroît de douceur. Il est rapporté dans un hadits que le melon réunit dix propriétés : c'est un aliment, une boisson, un parfum, une douceur, une source d'eau, il nettoie le ventre et la vessie, multiplie le sperme, ajoute aux facultés génitales, guérit le refroidissement (l'impuissance) et provoque l'écoulement de l'urine. Il se digère promptement. Il en est plusieurs espèces, que l'on remplace l'une par l'autre. On rapporte ce propos du Prophète : Le melon, avant le repas, nettoie le corps et chasse la maladie. D'après Syouthi ce serait au milieu : après le repas, il ne vaudrait rien.
Note. On rapporte encore à ce sujet que le Prophète mangeait le melon avec des dattes fraîches. »

- Guillaume Capus. Notes agronomiques sur l'Asie Centrale dans Annales Agronomiques. G. Masson, 1882[50]

« Melons et pastèques entrent pour une large part dans l'alimentation de l'indigène. C'est pour ainsi dire le fruit national. 
Les melons de Samarcande et de Bochara (Cucumis melo, L.; kaoum en ouzbg; azbouz en tadj), jouissent depuis des siècles d'une renommée méritée. On compte une dizaine de variétés, suivant la couleur de la chair, les dimensions, l'époque de la maturité, parmi lesquelles la plus commune et la meilleure est le melon de Perse, long, à chair blanche et assez tardif. Cette variété est conservée facilement pendant l'hiver et mise en vente sur les bazars jusqu'à l'arrivée des premiers melons d'été. La culture du melon emploie beaucoup d'eau d'irrigation qu'on mène sur le champ aussi souvent que possible. Un terrain trop salin donne de mauvais produits.
Pour donner une idée de l'abondance de ce fruit il suffit de dire qu'une arba de melons coûte un rouble (2 fr. 60). »

## Pages connexes
- Melon oriental, Melons de la péninsule ibérique, Melons sauvages.
- Melons non sucrés: Concombre de Perse, Concombre arménien, Carosello (concombre).